# Prackovice nad Labem
Prackovice nad Labem település Csehországban, a Litoměřicei járásban. Prackovice nad Labem Velemín, Libochovany, Malé Žernoseky, Ústí nad Labem, Dolní Zálezly és Řehlovice településekkel határos. Lakosainak száma 640 fő (2024. január 1.).

## Népesség
A település lakosságának változását az alábbi diagram mutatja:
| Lakosok száma | 632  | 634  | 827  | 674  | 576  | 507  | 598  | 626  | 628  | 640  |
|               | 1869 | 1890 | 1921 | 1950 | 1980 | 2001 | 2017 | 2019 | 2022 | 2024 |